# X's
X's（エックスズ）は、日本のプロレス団体「KAIENTAI DOJO」結成されたヒールユニット。
全員が、お揃いの黒のマスクとコスチュームで統一しているため、見分けの付きにくさを利用して「選手の入れ替わり」などの汚い手を使うのが特徴。

## 経歴
- 2002年1月4日、Mr.Xがデビュー。
- 2月20日、Mr.X No.3がデビュー。
- 4月20日、KAIENTAI DOJOディファ有明大会でMr.XとX No.3（旧：Mr.X No.3）が結成。
- 6月23日、X No.4がデビュー。
- 7月3日、X No.2がデビュー。
- 7月23日、X No.5がデビュー。
- 2003年10月25日、X No.3がUWA世界ミドル級王座の獲得を機にリングネームをSUPER-Xに改名して離脱。メンバーが2人になってしまう。
- 2004年6月6日、千葉Blue Fieldで「X's卒業興行」を開催。事前に参加を呼びかけていたX No.2とSUPER-Xが登場。全試合終了後に失踪していたX No.4、プエルトリコへの無期限再修業に送り出されていたX No.5が来場して有終の美を飾っての解散となった。

## メンバー
- Mr.X（リーダー）
- X No.2

## 元メンバー
- X No.3（離脱）
- X No.4（失踪）
- X No.5（つぼ原人に洗脳されてユニット「パルプンテ」に移籍）

## テーマ曲
- NOIZE ZONE（SP-MORRY） ※キングレコード「KAIENTAI DOJO」に収録